# Nissan Homy
Der Prince / Nissan Homy (japanisch Khoomii) war ein Kleinbus von Nissan, der mit der Beteiligung an der Automobilfabrik Prince seit 1965 und deren Übernahme 1970 ins Angebot von Nissan kam. Das Modell war auch die Basis des Nissan Caravan und ab 1976 mit diesem Modell weitgehend baugleich. Mit der Zeit wurde daraus ein luxuriös ausgestatteter Kleinbus und in dieser Version 1997 durch den Nissan Elgrand ersetzt.

## Prince Homy B640 / Nissan Homy B640/T20/E20 (1965–1980)
Im Oktober 1965 startete der Verkauf des Prince Homy Typ B640 als 15-Sitzer Minibus.
Der Khoomii wie Homy auf japanisch bedeutet, basierte auf dem Kastenwagen/Kleinbus (Typ V640) des Modells Prince Homer. Er hatte das Leiterrahmenchassis des Homer ebenso wie dessen Benzinmotor (GA-4) mit 1484 cm³ mit 54 kW (73 PS) Leistung und 4-Gang Schaltgetriebe.
Nach der Fusion von Prince mit Nissan im August 1966 wurde das Modell zum Nissan Prince Homy und fortan über das neue Nissan Prince Händlernetz vertrieben, da bereits über die Nissan Cherry und Nissan Bluebird Händlernetze die von Nissan selbstentwickelten Nutzfahrzeuge wie z. B. Nissan Caball oder Datsun Cablight vertrieben wurden.
1970 übernahm Nissan Prince komplett und der Markenname Prince verschwand völlig. Wie auch der Prince Homer und Prince Clipper wurde der nun Nissan Homy T20 ab jetzt über die Cherry und Bluebird Händler vertrieben, während das Prince Händlernetz nur noch den höher angesiedelten Modellen wie z. B. Prince Gloria, Nissan Skyline oder Nissan Cedric vorbehalten war. Im August des gleichen Jahres gab es auch eine Änderung des japanischen Straßenverkehrsgesetzes, wodurch PKW mit einer Kapazität von mehr als 11 Personen nicht mehr mit dem Pkw-Führerschein gelenkt werden dürfen. Nissan reagierte darauf mit einer Version des Homy als 5- oder 9 Sitzplatzversion. Da aber die Länge und Höhe einen niedrigen Kraftstoffverbrauch und konkurrenzfähigen Preis zu den Hauptkonkurrenten Toyota Hiace und Mazda Bongo nicht zuließ, wurde auf Basis des Homy der Nissan Caravan entwickelt und ab 1973 angeboten.
Ab August 1972 erhielt der Homy parallel zum Homer den Nissan J16 1567 cm³ Benzinmotor mit 60 kW (81 PS) und 5-Gang Schaltgetriebe, während die Produktion der 5- und 9-Sitzer Varianten eingestellt wurde.
Ab Januar 1976 gab es die 2. Generation Homy Typ E20. Hierbei war lediglich das Karosseriedesign an den Nissan Caravan angepasst worden.

## Nissan Homy E23 (1980–1986)
Im August 1980 erschien ein völlig neues Modell, technisch parallel zum Nissan Caravan / Datsun Urvan E23.
Der einzige äußerliche Unterschied war ein vollständiges Gittermuster im Kühlergrill und ein N oberhalb dessen als Markenemblem.
Der Homy wurde wiederum auch als 15-Sitzer-Kleinbus gebaut, was ihn vom Caravan / Urvan unterschied, zudem gab es einen Wohnmobilausbau, der in Europa als Datsun Urvan Tour Van angeboten wurde. Das Leergewicht wird mit 1930 kg angegeben.
Als Motor kam der Z20S Benzinmotor mit 1952 cm³ und 77 kW (105 PS) sowie der LD20T-Turbodieselmotor mit 58 kW (78 PS) zum Einsatz.
Im April 1982 erfolgte eine Überarbeitung mit einem neuen Armaturenbrett und die Fenster in den vorderen Türen verschwanden, analog zum Facelift des Caravan.
Ab 1983 gab es andere Stoßstangen und quadratische Scheinwerfer, zudem gab es nun eine DX-Variante mit 10 Sitzplätzen, die auch in Europa als Datsun Urvan angeboten wurde.
Im Mai 1985 Mai folgte eine luxuriöser ausgestattete Version mit 8 Sitzplätzen als SGL Abbey Road.

## Nissan Homy E24 (1986–1999)
Ab September 1986 erschien ein vollständig neues Modell, wiederum baugleich mit dem Nissan Caravan, jedoch mit einem anderen Kühlergrill und längerem Radstand. Eine Minibus Version gab es nun nicht mehr. Der Homy war nun zum Luxus Van Homy Coach mutiert mit maximal 8 Sitzplätzen, wurde aber auch als Kastenwagen/Kombi Modell mit dem Homy exklusiv vorbehaltenen Motoren angeboten. Viele Nissan Caravan bzw. Urvan Modelle in den Exportmärkten waren im Grunde ein Nissan Homy, jedoch mit der Front des Caravan.
Die Standard-Motoren waren weiterhin, überarbeitet, der Benzinmotor Z20 und der Turbodiesel LD20T jeweils mit 4-Gang Automatikgetriebe oder 5-Gang Schaltgetriebe. Ab 1987 war erstmals Allradantrieb erhältlich, vorerst geknüpft an den neuen 2,7-Liter-Turbodieselmotor TD27T mit 74 kW (100 PS) und 5-Gang-Schaltgetriebe.
1988 erschien die Version GT mit einem 3,0-Liter-V6-SOHC-Benzinmotor mit 114 kW (155 PS) und 5-Stufen-Automatikgetriebe. Auf dem heimischen Markt war so etwas bislang von keinem Hersteller erhältlich. Zur Serienausstattung des GT gehörte ein Frontspoiler ebenso wie ein Tempomat und 15-Zoll-Leichtmetallfelgen. Als Option war auch ein Heckspoiler erhältlich. Der Preis betrug damals ¥ 3.150.000.
1989 entfielen die Z20 und LD20T Motoren und ein 5-Gang-Schaltgetriebe für den V6-Motor war nun ebenfalls verfügbar.
1990 erschien der TD27Ti mit Direkteinspritzung mit 81 kW (110 PS), der neben einem 5-Gang-Schaltgetriebe auch mit einem 4-Stufen-Automatikgetriebe geordert werden konnte. Der bisherige TD27T wurde nur noch beim Kastenwagen-Modell angeboten, jedoch war er hier ab Mai 1993 ebenfalls nicht mehr lieferbar.
Ab August 1995 gab es eine überarbeitete Front und, um den Pkw-Emissionsvorschriften zu entsprechen, erfolgte beim TD27Ti eine Umstellung auf eine elektronisch geregelte Einspritzpumpe zum TD27ETi mit 96 kwW (130 PS). Zudem war nun auch das Automatikgetriebe beim Kastenwagen/Kombi erhältlich. Der Kastenwagen/Kombi wurde nun auch mittels Badge-Engineering von Isuzu als Isuzu Fargo III vermarktet.
Im Mai 1997 ersetzte der Nissan Elgrand die Kleinbus-Versionen.
Die Kastenwagen-Modelle wurden mit dem 2,7-Liter-TD27Ti noch bis 1999 produziert, als Isuzu Fargo sogar noch bis 2001.

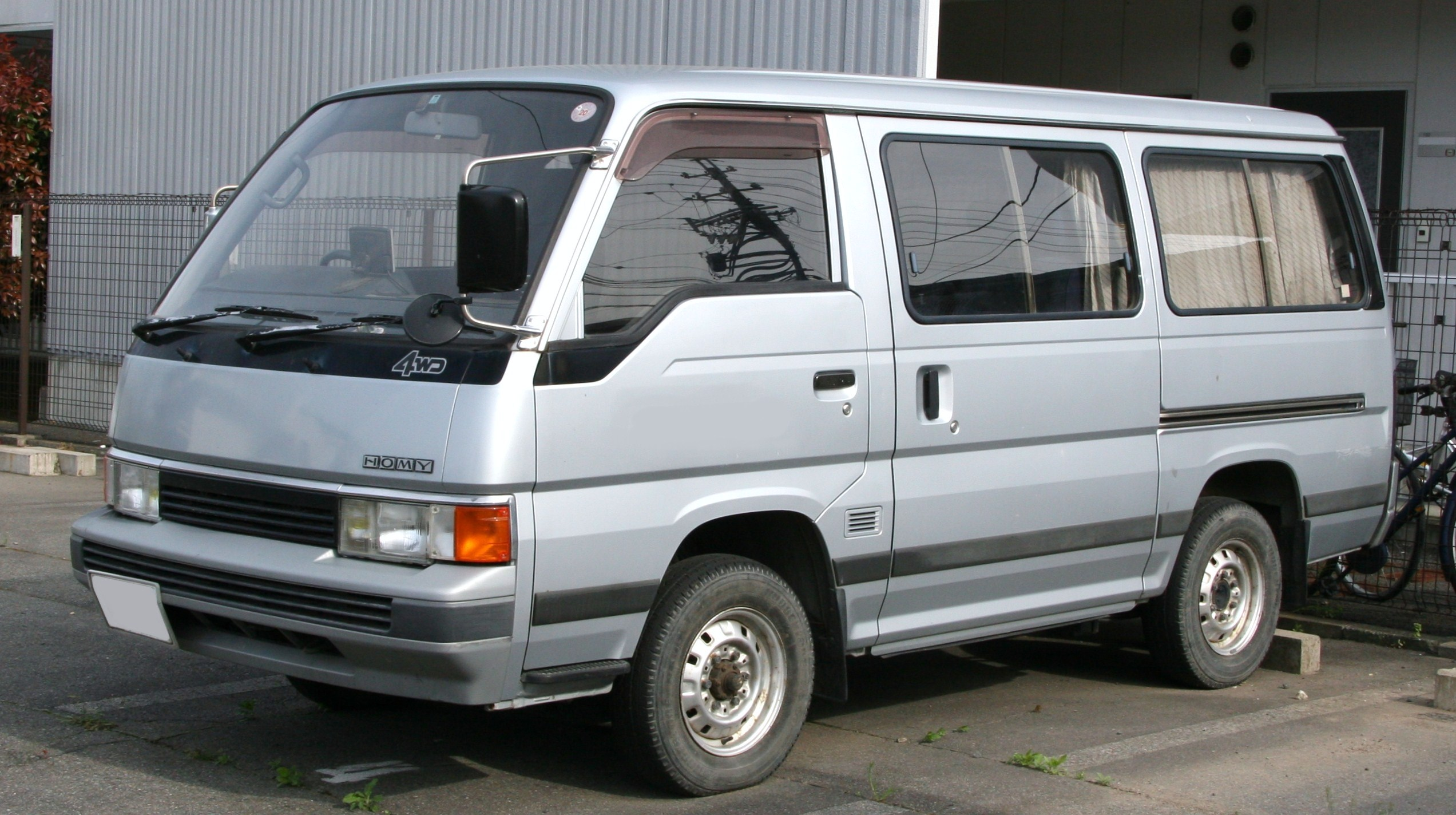
Homy 4WD
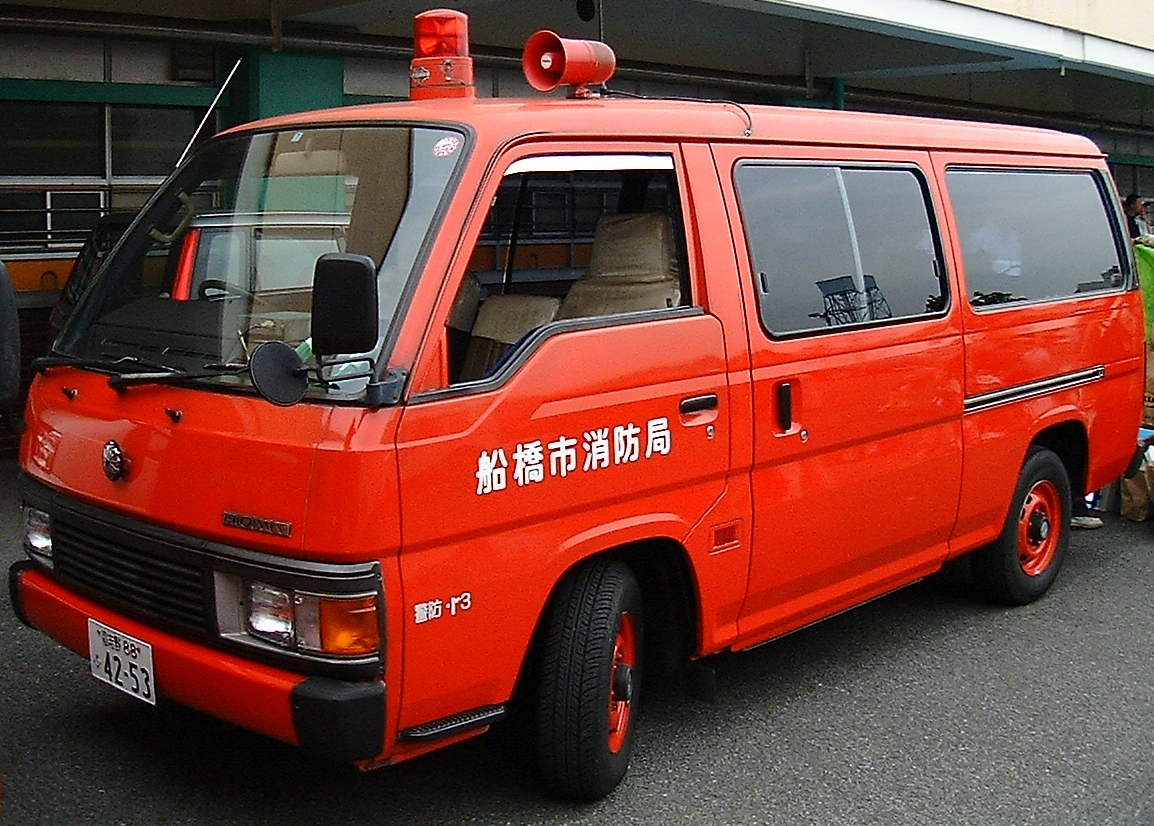
Homy Van